# Ланг, Флори
Флори Ланг  (нем. Flori Lang, род. 30 января 1983 года) - швейцарский пловец и пловец в ластах.

## Карьера
Принимал участие в соревнованиях по плаванию пекинской Олимпиады, где был 19-м на дистанции 50 м вольным стилем. А в составе команды стал 13-м в эстафете 4х50 м.
Обладатель Кубка мира по плаванию 2011 года на дистанции 50 м на спине .
Также занимается подводным плаванием. Чемпион Европы 2012 года. 
Является действующим обладателем мирового рекорда в плавании на 50 м в классических ластах.